# Berberis pimana
Berberis pimana är en berberisväxtart som beskrevs av J.E. Laferrière, J.S. Marroquín. Berberis pimana ingår i släktet berberisar, och familjen berberisväxter. Inga underarter finns listade i Catalogue of Life.